# 胡登明
胡登明（？—？），號选吾，江西吉安府安福县人，明朝政治人物。

## 生平
萬曆七年（1579年）己卯科江西乡试第六名舉人，二十二年任浙江兰溪儒学教諭，二十六年（1598年）戊戌科進士，礼部觀政，官温州府太平县知县。